# Kegle (geometri)
 For alternative betydninger, se Kegle. (Se også artikler, som begynder med Kegle)
En kegle eller konus er en geometrisk figur og er illustreret på tegningen til højre side. Fysiske ting som har en form som en matematisk kegle kaldes for kegleformet eller konisk.

Rumfanget (Volumen) af en kegle er givet ved
{\displaystyle V=1/3\cdot \pi \cdot h\cdot r^{2}}
hvor:
- {\displaystyle h} er højden i figuren
- {\displaystyle r} er radius af den cirkulære endeflade.

Arealet (overfladen) af en kegle er givet ved
{\displaystyle A=\pi \cdot r^{2}+\pi \cdot r\cdot s}
{\displaystyle s={\sqrt {r^{2}+h^{2}}}}
hvor:
- {\displaystyle h} er højden i figuren.
- {\displaystyle r} er radius af den cirkulære endeflade.
- {\displaystyle s} er hypotenusen i trekanten med kateterne {\displaystyle h} og {\displaystyle r}.

## Bevis for volumen af kegle ved hjælp af omdrejningslegeme omkring x-aksen
Beviset tager udgangspunkt i volumen af omdrejningslegeme omkring x-aksen. Beviset ses herunder, og forløber således: der findes et andet udtryk for hældningen (a)
i den rette linje (f(x)), som har en b-værdi på 0, da den skærer y-aksen i origo (0,0). Herefter indsættes funktionen i udtrykket for volumen af omdrejningslegeme omkring
x-aksen. Da r og h er konstanter, kan denne brøk sættes ud foran integraltegnet, og vi kan nu hæve integraltegnet ved at integerere x kvadreret, og indsætte grænserne
som er fra 0 til h, som kan ses på skitsen. Herefter forkortes vores udtryk, og vi har nu bevist volumen af en kegle.
{\displaystyle {\begin{aligned}&f(x)=ax\\&a={\frac {\Delta y}{\Delta x}}={\frac {r}{h}}\\&f(x)={\frac {r}{h}}\cdot x\\&V=\pi \cdot \int _{0}^{h}\left({\frac {r}{h}}\cdot x\right)^{2}dx\\&V=\pi \cdot {\frac {r^{2}}{h^{2}}}\cdot \int _{0}^{h}x^{2}dx\\&V=\pi \cdot {\frac {r^{2}}{h^{2}}}\cdot {\frac {1}{3}}\cdot h^{3}\\&V={\frac {1}{3}}\cdot \pi \cdot h\cdot r^{2}\end{aligned}}}